# Лабораторне заняття

Лабораторія університету з флотації. Кінець ХХ ст. ДонНТУ.

Лаборато́рне заня́ття — форма навчального заняття, при якому особа, що навчається, зокрема учень, слухач, студент, курсант тощо, під керівництвом викладача, особисто проводить натурні або імітаційні експерименти, чи досліди з метою практичного підтвердження окремих теоретичних положень даної навчальної дисципліни; набуває практичних навичок роботи з лабораторним устаткуванням, обладнанням, обчислювальною технікою, вимірювальною апаратурою, методикою експериментальних досліджень у конкретній предметній галузі.
Лабораторні заняття проводиться у навчальних лабораторіях з використанням пристосованого до умов навчального процесу устаткування, (лабораторні макети, установки тощо). В окремих випадках лабораторні заняття можуть проводитися в умовах реального професійного середовища (наприклад, у школі, на виробництві, в наукових лабораторіях).
Лабораторне заняття проводиться з студентами, кількість яких не перевищує половини академічної групи. Перелік тем лабораторних занять визначається робочою навчальною програмою дисципліни. Заміна лабораторних занять іншими видами навчальних занять, як правило, не дозволяється.
Лабораторне заняття включає проведення поточного контролю підготовленості студентів до виконання конкретної лабораторної роботи, виконання завдань теми заняття оформлення індивідуального звіту з виконаної роботи та його захист перед викладачем. Виконання лабораторної роботи оцінюється викладачем. Підсумкова оцінка виставляється в журналі обліку виконання лабораторних робіт. Підсумкові оцінки, отримані студентом за виконання лабораторних робіт, враховуються при виставленні семестрової підсумкової оцінки з даної навчальної дисципліни.

## Інструкції до лабораторних і практичних робіт
Для проведення лабораторних занять готуються відповідні інструкції. Інструкції до лабораторних і практичних робіт є різновидом практикумів — навчальних видань практичних завдань і вправ, що сприяють засвоєнню набутих знань, умінь і навичок. офіційне підтвердження доцільності їх використання у навчально-виховному процесі в дошкільних, загальноосвітніх, позашкільних, професійно-технічних навчальних закладах України реалізується через процедуру надання відповідного грифа: «Рекомендовано Міністерством освіти і науки України» (такі видання можуть також використовуватися в навчальному процесі за умови схвалення предметною комісією Науково-методичної ради з питань освіти МОН).